# Фінал Кубка Іспанії з футболу 1920
Фінал Кубка Іспанії з футболу 1920 — футбольний матч, що відбувся 2 травня 1920 року. У ньому визначився 20-й переможець кубка Іспанії.

## Шлях до фіналу
| Барселона  | Барселона         | Барселона                | Раунд        | Атлетік   | Атлетік   | Атлетік                  |
| ---------- | ----------------- | ------------------------ | ------------ | --------- | --------- | ------------------------ |
| Суперник   | Результат         | Матчі                    |              | Суперник  | Результат | Матчі                    |
| Севілья    | технічна перемога | технічна перемога        | Перший раунд | Мадрид    | 5–2       | 1–1 на виїзді; 4–1 вдома |
| Реал Уніон | 5–4               | 1–0 на виїзді; 4–4 вдома | 1/2 фіналу   | Реал Віго | 3–1       | 2–1 вдома; 1–0 на виїзді |

## Подробиці
| 2 травня 1920 |

| Барселона                   | 2:0      | Атлетік (Більбао) |
| --------------------------- | -------- | ----------------- |
| Мартінес 70' Алькантара 80' | Протокол |                   |

| Ель-Молінон, Хіхон Глядачів: 10 000 Арбітр: Бертран де Ліс |

|  |  |

|               |  |                    |  |
|               |  |                    |  |
| В             |  | Рікардо Самора     |  |
| З             |  | Рікардо Галіція    |  |
| З             |  | Франсіско Кома     |  |
| ПЗ            |  | Рамон Торральба    |  |
| ПЗ            |  | Агустін Санчо      |  |
| ПЗ            |  | Хосеп Самітьєр     |  |
| Н             |  | Фернандо Пласа     |  |
| Н             |  | Пауліно Алькантара |  |
| Н             |  | Вісенте Мартінес   |  |
| Н             |  | Фелікс Сесумага    |  |
| Н             |  | Франсіско Віньяльс |  |
| Тренер:       |  |                    |  |
| Джек Грінвелл |  |                    |  |

|             |  |                     |  |
|             |  |                     |  |
| В           |  | Хуан Хосе Аманн     |  |
| З           |  | Домінго Аседо       |  |
| З           |  | Луїс Уртадо         |  |
| ПЗ          |  | Хесус Ехілус        |  |
| ПЗ          |  | Франсіско Белаусте  |  |
| ПЗ          |  | Сабіно Більбао      |  |
| Н           |  | Герман Ечеваррія    |  |
| Н           |  | Хосе Марія Ласа     |  |
| Н           |  | Хосе Марія Белаусте |  |
| Н           |  | Пічічі              |  |
| Н           |  | Грегоріо Сена       |  |
| Тренер:     |  |                     |  |
| Біллі Барнс |  |                     |  |